# Rhode Island
Rhode Island (englische Aussprache [ˌɹoʊ̯dˈaɪ̯lənd]) ⓘ ist der kleinste Bundesstaat der Vereinigten Staaten von Amerika und Teil der Region Neuengland. Die Beinamen Rhode Islands lauten The Ocean State („Der Ozeanstaat“) und Little Rhody („Kleines Rhody“). Der Ursprung des Staates ist die heutige Hauptstadt Providence, die 1636 von Roger Williams gegründet wurde und an der Narragansett Bay liegt.

## Name
Der amtliche Name von Rhode Island lautete bis November 2020 State of Rhode Island and Providence Plantations. Die Herkunft von Rhode ist unsicher. Nach einer der Theorien nannte Adriaen Block, ein niederländischer Forscher, eine der Inseln wegen ihrer roten Erde „Rhode Eylandt“, woraus im Laufe der Jahre das englische Rhode Island wurde. Mit Providence Plantations sind die Teile auf dem Festland gemeint, wo 1636 in Providence und 1643 in Warwick Siedlungen gegründet wurden, die sich später mit Rhode Island zu einer Kolonie vereinigten. Von der zweifachen Gründung her rührt der Plural in Plantations. Auch wenn das Wort im damaligen Sinne nur bebautes Land oder Pflanzungen bedeutete, kamen im 20. und 21. Jahrhundert immer wieder Assoziationen mit der Plantagenwirtschaft und der damit verbundenen Sklaverei auf, so dass es mehrere Begehren gab, diesen Teil aus der Vollform des Namens zu streichen. Dies war in einem Referendum gleichzeitig mit der Präsidentschaftswahl in den Vereinigten Staaten 2020 erfolgreich, so dass der Staatsname nunmehr in seiner verkürzten Form State of Rhode Island amtlich ist.

## Geografie

### Lage und Ausdehnung

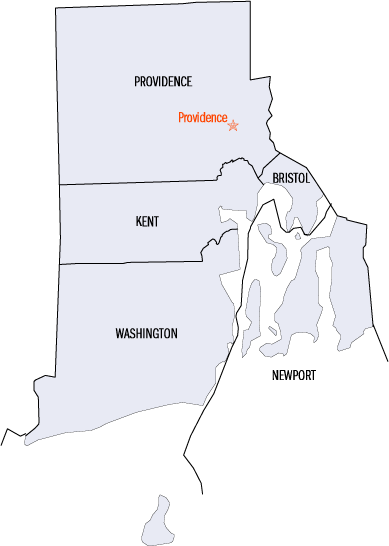
Countys von Rhode Island

Rhode Island liegt in Neuengland und grenzt im Norden und Osten an Massachusetts, im Süden an den Atlantischen Ozean und im Westen an Connecticut. In der Narragansett Bay liegt die namensgebende Insel Rhode Island.
Es ist mit seiner Gesamtgröße von 3144 km² der flächenmäßig kleinste US-Bundesstaat. Seine Landfläche von 2709 km² ist etwa so groß wie das Saarland (2569 km²), Vorarlberg (2533 km²) oder der Kanton Tessin (2812 km²). Die Wasserfläche beträgt 438 km², das sind etwa 13,9 % der Gesamtfläche.
Rhode Island hat in Nord-Süd-Richtung eine Ausdehnung von 65 km zwischen 41°18'N bis 42°1'N und in Ost-West-Richtung 50 km zwischen 71°8'W bis 71°53'W.

### Gliederung
Der Bundesstaat ist in die Countys Providence, Kent, Bristol, Newport und Washington gegliedert.
| County     | Einwohner 1. Juli 2005 | Einwohner 2020 | Verwaltungssitz |
| ---------- | ---------------------- | -------------- | --------------- |
| Bristol    | 52.743                 | 50.793         | Bristol         |
| Kent       | 171.590                | 170.363        | East Greenwich  |
| Newport    | 83.740                 | 85.643         | Newport         |
| Providence | 639.453                | 660.741        | Providence      |
| Washington | 128.463                | 129.839        | South Kingstown |

### Flüsse und Wasserflächen
Die Küstenlinie ist fast 800 Kilometer lang. Ein sechs Kilometer langer Küstenwanderweg führt zwischen Atlantik und den Gärten und Parks der Villen am Rande von Newport entlang.

## Bevölkerung

### Bevölkerungsentwicklung

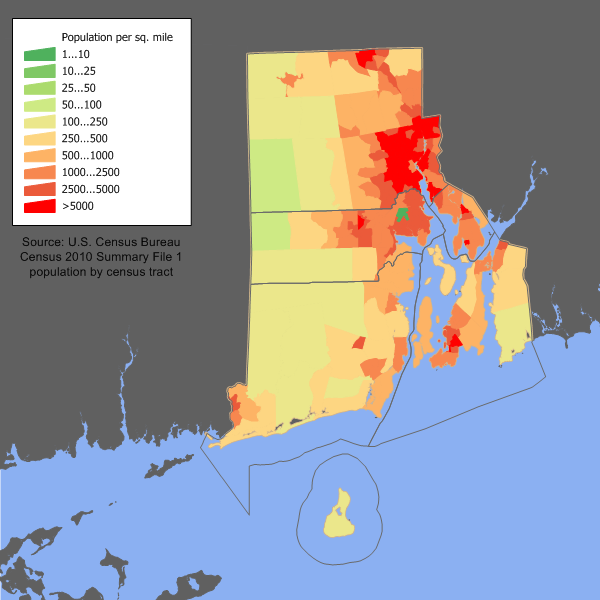
Bevölkerungsdichte

Rhode Island hat 1.052.567 Einwohner (Stand: Zensus 2010), davon sind 81,4 % Weiße, 5,7 % Afro-Amerikaner, 12,4 % Mittel- bzw. Lateinamerikaner, 2,9 % Asiaten und 0,6 % Ureinwohner.

### Religionen
Etwas mehr als 51 % der Einwohner von Rhode Island sind katholisch. Die anglikanische Episkopalkirche hat 26.756 und die American Baptist Churches USA 20.997 Anhänger. Damit ist Rhode Island einer von insgesamt nur fünf US-Bundesstaaten, in denen eine einzelne Religionsgruppe die absolute Mehrheit stellt. (Die anderen sind die mehrheitlich katholischen Bundesstaaten Massachusetts und New Mexico, sowie Mississippi, wo Baptisten die Bevölkerungsmehrheit stellen, und das mormonische Utah). Christen der verschiedensten Richtungen stellen 64 % der Bevölkerung, gefolgt von 2 % Juden und 2 % Anderen. Dazu kommen 37 % Konfessionslose und Religiöse verschiedener Anschauungen.

### Bildung
- Brown University, Providence
- Bryant University, Smithfield
- Community College of Rhode Island, Providence
- Gibbs College, Cranston
- Johnson & Wales University, Providence
- Naval War College, Newport
- New England Institute of Technology, Warwick
- Providence College, Providence
- Rhode Island College, Providence
- Rhode Island School of Design, Providence, mit dem Rhode Island School of Design Museum
- Roger Williams University, Bristol
- Salve Regina University, Newport
- University of Rhode Island, Kingston

### Größte Städte
| Ort              |                  |  |         | Einwohner |
| Providence       | Providence       |  | 190.934 | 190.934   |
| Cranston         | Cranston         |  | 82.934  | 82.934    |
| Warwick          | Warwick          |  | 82.823  | 82.823    |
| Pawtucket        | Pawtucket        |  | 75.604  | 75.604    |
| East Providence  | East Providence  |  | 47.139  | 47.139    |
| Woonsocket       | Woonsocket       |  | 43.240  | 43.240    |
| Cumberland       | Cumberland       |  | 36.405  | 36.405    |
| Coventry         | Coventry         |  | 35.688  | 35.688    |
| North Providence | North Providence |  | 34.114  | 34.114    |
| South Kingstown  | South Kingstown  |  | 31.931  | 31.931    |
| Census 2020      |                  |  |         |           |

## Geschichte
Indigene, inklusive der Wampanoag, Narraganset und Niantic, lebten im gesamten Gebiet, das heute Rhode Island bildet. Die meisten der Indianer wurden durch die weißen Kolonialisten getötet oder kamen durch eingeschleppte Krankheiten um. Die Sprache der Narraganset starb praktisch aus und wurde nicht mehr gesprochen.
Durch den Anthropologen, Staatsphilosophen, Politiker und Theologen Roger Williams, einen Baptisten, der aus der puritanischen Massachusetts Bay Colony verbannt worden war, wurde die Sprache im Buch A Key into the Languages of America (1643) bewahrt. Die Nachfahren der Narragansett sind heute in Rhode Island anerkannt.
1511 nahm erstmals ein europäischer Entdecker die Küsten des späteren Rhode Islands zur Kenntnis. Der portugiesische Seefahrer Miguel Corte-Real segelte an der Küste vorbei, ohne jedoch dort zu landen.
Die Kolonie, die später die Bezeichnung Rhode Island and Providence Plantations erhielt, wurde 1636 von Roger Williams gegründet. Die von Williams entworfene Verfassung der Kolonie war demokratisch und gewährte den Angehörigen aller Denominationen volle Glaubens- und Gewissensfreiheit. Rhode Island verbot bereits 1652 die Sklaverei.
Während des Amerikanischen Unabhängigkeitskrieges war Rhode Island Kriegsschauplatz.
Britische Truppen besetzten Newport zwischen 1777 und 1778 und brachten die Rebellen dazu, nach Bristol auszuweichen.
In der Schlacht von Rhode Island im Sommer 1778 scheiterte der Versuch, die Briten aus Narragansett Bay zu vertreiben. Die Briten wollten sich später auf New York konzentrieren und verließen Newport kampflos.
1780 landeten die Franzosen unter dem Kommando von Rochambeau in Newport und hielten dort ihr Hauptquartier. Die Franzosen waren dort so beliebt, dass die rechtliche Diskriminierung der Katholiken aufgehoben wurde.
Am 29. Mai 1790 wurde Rhode Island als eine der Dreizehn Kolonien der 13. Bundesstaat der USA.
1841 kam es zu einem Aufstand gegen das oligarchische Regiment des Bundesstaates, welches lediglich männlichen Landbesitzern das Wahlrecht zusprach. Diese Rebellion unter Leitung von Thomas Dorr wurde unter Einsatz von Bundestruppen niedergeworfen; im Nachgang jedoch die Verfassung dahingehend geändert, dass alle freien Männer das Wahlrecht erhielten.
Während des Amerikanischen Bürgerkriegs stellte Rhode Island 25.236 Männer für die Armee der Nordstaaten, 1.685 starben. 1866 schaffte Rhode Island die Rassentrennung ab. Zwischen den 1860er und 1880er Jahren wanderten Immigranten aus England, Irland, Deutschland, Schweden und Quebec ein. Am Ende des 19. Jahrhunderts kamen die Immigranten verstärkt aus dem Mittelmeerraum. Anfang des 20. Jahrhunderts hatte Rhode Island eine boomende Industrie. 28.817 Männer aus Rhode Island kämpften im Ersten Weltkrieg, 612 von ihnen starben. Die Spanische Grippe traf Rhode Island nach dem Krieg schwer.
In den 1920er und 1930er Jahren nahm die Zahl der Immigranten zu, was dem Ku Klux Klan Auftrieb verschaffte. Die Watchman Industrial School in Scituate, Rhode Island, eine Schule für schwarze Kinder, soll vom Klan angezündet worden sein.
Seit der Great Depression dominiert die Rhode Island Democratic Party die Lokalpolitik.
Im März 2010 wurde Rhode Island Opfer einer Flutkatastrophe. Unter anderem trat der Pawtuxet River über die Ufer.

## Film und Fernsehen
- Die fiktive Stadt „Quahog“ in Rhode Island ist der Schauplatz der US-amerikanischen Zeichentrickserie Family Guy.
- Filme, bei denen Bobby Farrelly Regie führt, spielen oft in seinem Geburtsstaat Rhode Island. Zu den Filmen zählen zum Beispiel Dumm und Dümmer oder Ich, beide & sie.
- Providence ist der Schauplatz der gleichnamigen Fernsehserie.
- die Serie Brotherhood spielt in Rhode Island

## Politik

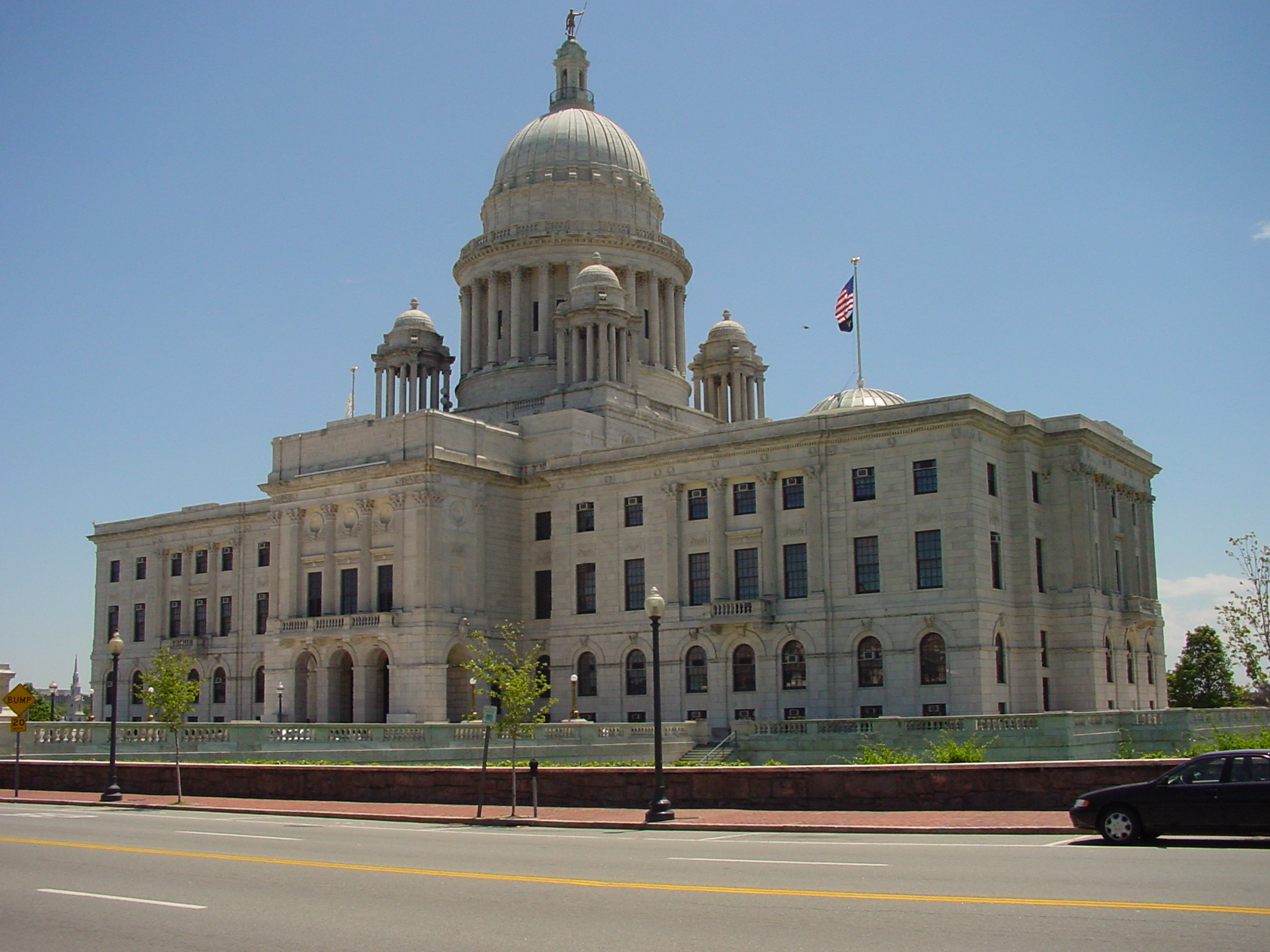
Rhode Island State Capitol

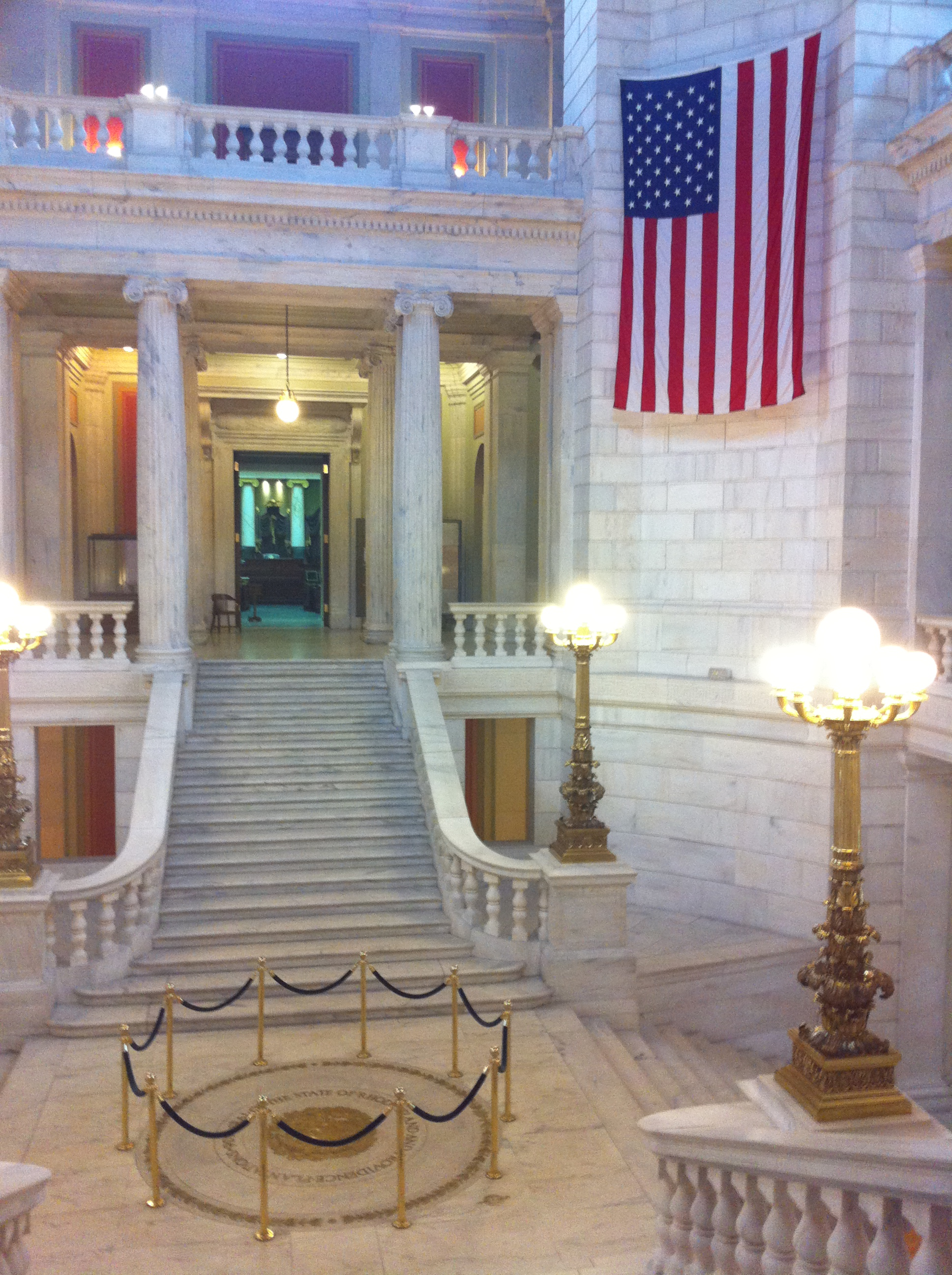
Rhode Island State Capitol

### Verfassung des Staates
Die Verfassung von Rhode Island stammt aus dem Jahr 1842 und wurde oft geändert. An der Spitze der Exekutive steht der Gouverneur, der für vier Jahre gewählt wird. Die Legislative von Rhode Island (General Assembly) besteht aus einem Senat mit 38 und einem Repräsentantenhaus mit 75 Mitgliedern. Beide werden für zwei Jahre gewählt.

#### Gouverneure
- Liste der Gouverneure von Rhode Island
- Liste der Vizegouverneure von Rhode Island

### Rhode Island und die Bundespolitik
Rhode Island entsendet zwei Abgeordnete in das Repräsentantenhaus der Vereinigten Staaten und hat vier Wahlmänner bei der Präsidentschaftswahl. Bezogen auf seine Fläche verfügt Rhode Island über die größte Dichte an Wahlmännern.
Für lange Zeit war Senator Lincoln Chafee mit großem Abstand der liberalste Republikaner im Senat, bis er 2006 zugunsten von Sheldon Whitehouse abgewählt wurde. Chafee trat später aus der Republikanischen Partei aus und gewann im November 2010 als unabhängiger Kandidat die Gouverneurswahlen in Rhode Island. Von 2013 bis 2019 gehörte er der Demokratischen Partei an.

#### Präsidentschaftswahlen
| Jahr | Demokraten      | Republikaner    |
| ---- | --------------- | --------------- |
| 2024 | 55,54 % 285.156 | 41,76 % 214.406 |
| 2020 | 59,39 % 307.486 | 38,61 % 199.922 |
| 2016 | 54,41 % 252.525 | 38,90 % 180.543 |
| 2012 | 62,70 % 279.677 | 35,24 % 157.204 |
| 2008 | 62,86 % 296.571 | 35,06 % 165.391 |
| 2004 | 59,42 % 259.760 | 38,67 % 169.046 |
| 2000 | 60,99 % 249.508 | 31,91 % 130.555 |
| 1996 | 59,71 % 233.050 | 26,82 % 104.683 |
| 1992 | 47,04 % 213.299 | 29,02 % 131.601 |
| 1988 | 55,64 % 225.123 | 43,93 % 177.761 |
| 1984 | 48,02 % 197.106 | 51,66 % 212.080 |
| 1980 | 47,67 % 198.342 | 37,20 % 154.793 |
| 1976 | 55,36 % 227.636 | 44,08 % 181.249 |
| 1972 | 46,81 % 194.645 | 53,00 % 220.383 |
| 1968 | 64,03 % 246.518 | 31,78 % 122.359 |
| 1964 | 80,87 % 315.463 | 19,13 % 074.615 |
| 1960 | 63,63 % 258.032 | 36,37 % 147.502 |

Bei den Präsidentschaftswahlen dominieren seit den 1960er Jahren die Demokraten. Lyndon B. Johnson erreichte mit über 80 % der Stimmen 1964 das höchste Ergebnis. Von den Republikanern gewannen nur Richard Nixon 1972 und Ronald Reagan bei seinem Erdrutschsieg gegen Walter Mondale 1984. Das beste Wahlergebnis eines „dritten Kandidaten“ erzielte Ross Perot 1992, als er 105.045 Stimmen erhielt, was 23,16 % entspricht.

#### Kongress
- Liste der US-Senatoren aus Rhode Island
- Liste der Mitglieder des US-Repräsentantenhauses aus Rhode Island

#### Mitglieder im 118. Kongress
|  | Name           | Mitglied seit | Parteizugehörigkeit |
|  | -------------- | ------------- | ------------------- |
|  | Gabe Amo       | 2023          | Demokrat            |
|  | Seth Magaziner | 2023          | Demokrat            |

|  | Name                     | Mitglied seit | Parteizugehörigkeit |
|  | ------------------------ | ------------- | ------------------- |
|  | Sheldon Whitehouse       | 2007          | Demokrat            |
|  | John Francis „Jack“ Reed | 1997          | Demokrat            |

## Kultur und Sehenswürdigkeiten

### Regelmäßige Veranstaltungen
Seit 1958 wird in Newport das so genannte Newport Folk Festival veranstaltet. Gegründet wurde das Festival von George Wein, der schon fünf Jahre zuvor das Newport Jazz Festival ins Leben gerufen hatte, und Albert Grossman, dem späteren Manager von Bob Dylan. Im Laufe der Jahre hatten viele später bekannte Musiker hier ihren ersten Auftritt, so z. B. Joan Baez, Arlo Guthrie und James Taylor.

## Sehenswert
- Miantonomi Memorial Park

## Wirtschaft und Infrastruktur
Das reale Bruttoinlandsprodukt pro Kopf (engl. per capita real GDP) lag im Jahre 2016 bei USD 54.365 (nationaler Durchschnitt der 50 US-Bundesstaaten: USD 57.118; nationaler Rangplatz: 24 von 50). Die Arbeitslosenrate lag im November 2017 bei 4,3 % (Landesdurchschnitt: 4,1 %).
Wirtschaftsbereiche sind Werkzeugbau, Textilindustrie, Metallverarbeitende Industrie, Kunststoffindustrie, Schiffbau, Tourismus, Medizinische Forschung, Ozeanische Forschungseinrichtungen, Fischfang und Landwirtschaft (2 %).

### Verkehr

#### Luftverkehr
Der Bundesstaat verfügt über eine Reihe von Flughäfen, von denen der Theodore Francis Green State Airport in der Stadt Providence von den großen amerikanischen Fluggesellschaften angeflogen wird.

#### Eisenbahn
Einzige Eisenbahngesellschaft in Rhode Island ist die Providence and Worcester Railroad. Sie betreibt die ehemalige New-Haven-Strecke von New York, N.Y. nach Boston, Massachusetts sowie die Strecke nach Worcester (Massachusetts).
Amtrak hat auf dieser Strecke ihren Hochgeschwindigkeitsverkehr im Nordostkorridor mit dem Acela Express eingerichtet. Einziger Haltepunkt der Acela Express Züge in Rhode Island ist Providence. Die anderen Züge von Amtrak (Northeast Regional genannt) halten auch in Westerley und Kingston.